# Agnez-lès-Duisans
Agnez-lès-Duisans és un municipi francès situat al departament del Pas de Calais i a la regió dels Alts de França. L'any 2007 tenia 677 habitants.

## Demografia

### Població
El 2007 la població de fet d'Agnez-lès-Duisans era de 677 persones. Hi havia 252 famílies de les quals 52 eren unipersonals (20 homes vivint sols i 32 dones vivint soles), 84 parelles sense fills, 104 parelles amb fills i 12 famílies monoparentals amb fills.
La població ha evolucionat segons el següent gràfic:
Habitants censats

### Habitatges
El 2007 hi havia 265 habitatges, 258 eren l'habitatge principal de la família, 1 era una segona residència i 6 estaven desocupats. 242 eren cases i 22 eren apartaments. Dels 258 habitatges principals, 217 estaven ocupats pels seus propietaris, 36 estaven llogats i ocupats pels llogaters i 5 estaven cedits a títol gratuït; 3 tenien una cambra, 12 en tenien dues, 31 en tenien tres, 42 en tenien quatre i 170 en tenien cinc o més. 210 habitatges disposaven pel capbaix d'una plaça de pàrquing. A 106 habitatges hi havia un automòbil i a 132 n'hi havia dos o més.

### Piràmide de població
La piràmide de població per edats i sexe el 2009 era:
| Homes | Edats   | Dones |
| ----- | ------- | ----- |
| 0     | 95 o +  | 0     |
| 0     | 90 a 94 | 0     |
| 0     | 85 a 89 | 4     |
| 0     | 80 a 84 | 4     |
| 4     | 75 a 79 | 16    |
| 4     | 70 a 74 | 8     |
| 16    | 65 a 69 | 20    |
| 24    | 60 a 64 | 20    |
| 20    | 55 a 59 | 16    |
| 20    | 50 a 54 | 32    |
| 12    | 45 a 49 | 8     |
| 28    | 40 a 44 | 32    |
| 24    | 35 a 39 | 20    |
| 36    | 30 a 34 | 32    |
| 24    | 25 a 29 | 20    |
| 8     | 20 a 24 | 8     |
| 28    | 15 a 19 | 16    |
| 20    | 10 a 14 | 20    |
| 28    | 5 a 9   | 8     |
| 20    | 0 a 4   | 12    |

## Economia
El 2007 la població en edat de treballar era de 442 persones, 313 eren actives i 129 eren inactives. De les 313 persones actives 292 estaven ocupades (160 homes i 132 dones) i 21 estaven aturades (12 homes i 9 dones). De les 129 persones inactives 50 estaven jubilades, 50 estaven estudiant i 29 estaven classificades com a «altres inactius».

### Ingressos
El 2009 a Agnez-lès-Duisans hi havia 250 unitats fiscals que integraven 678 persones, la mediana anual d'ingressos fiscals per persona era de 20.372 €.

### Activitats econòmiques
Dels 23 establiments que hi havia el 2007, 2 eren d'empreses de fabricació d'altres productes industrials, 3 d'empreses de construcció, 3 d'empreses de comerç i reparació d'automòbils, 2 d'empreses de transport, 1 d'una empresa d'informació i comunicació, 3 d'empreses immobiliàries, 3 d'empreses de serveis, 1 d'una entitat de l'administració pública i 5 d'empreses classificades com a «altres activitats de serveis».
Dels 8 establiments de servei als particulars que hi havia el 2009, 1 era un taller de reparació d'automòbils i de material agrícola, 1 fusteria, 2 empreses de construcció, 1 perruqueria, 1 agència immobiliària i 2 salons de bellesa.
L'únic establiment comercial que hi havia el 2009 era una botiga de mobles.
L'any 2000 a Agnez-lès-Duisans hi havia 9 explotacions agrícoles.

## Equipaments sanitaris i escolars
El 2009 hi havia una escola maternal integrada dins d'un grup escolar amb les comunes properes formant una escola dispersa.

## Poblacions més properes
El següent diagrama mostra les poblacions més properes.